# Estação Sainte Anne
Ste-Anne é uma estação da linha única do Metro de Rennes . O projetista arquiteto da estação foi Manuelle Gautrand.